# Ровнер, Дмитрий Осипович
Дмитрий Осипович Ровнер (8 января 1908, Винница — 19 апреля 1986, Ленинград) — советский шахматист, мастер спорта СССР (1938). Один из основоположников ленинградской шахматной школы. Инженер-строитель.
Участник многих чемпионатов Ленинграда (с 1933 г.). Чемпион города 1937 г. Серебряный призёр городского чемпионата 1956 г.
В чемпионате РСФСР 1935 г. разделил 4—5-е места.
Неоднократный участник полуфиналов чемпионатов СССР. Лучший результат — дележ 5—7-го мест в 1952 г.
В составе сборной ДСО «Наука» дважды победил в командных первенствах ВЦСПС (1949 и 1951 гг.).
В составе сборной Ленинграда участвовал в международных матчах с объединённой сборной Праги и Братиславы (1946 г.) и сборной Будапешта (1957 г.).
Участвовал в соревнованиях по переписке. В составе сборной Ленинграда стал бронзовым призёром 2-го командного чемпионата СССР по переписке (1968—1970 гг.) с лучшим результатом на 5-й доске (9½ из 11).
Сын Ровнера Яков (1929—1970) также стал шахматистом. В 1969 г. ему было присвоено звание мастера спорта СССР. Я. Д. Ровнер наиболее известен по разгромной партии, которую он в 1945 г. выиграл в одном из ленинградских юношеских турниров у В. Л. Корчного. В базах эта партия ошибочно приписывается отцу.

## Спортивные результаты
| Год                       | Город                                                        | Соревнование                                                     | + | − | = | Результат | Место                           |
| ------------------------- | ------------------------------------------------------------ | ---------------------------------------------------------------- | - | - | - | --------- | ------------------------------- |
| 1929                      | Одесса                                                       | Командное первенство ВЦСПС                                       |   |   |   |           |                                 |
| 1930                      | Ленинград                                                    | Первенство ЛО ПС пищевиков                                       |   |   |   |           |                                 |
| 1933 / 1934               | Ленинград                                                    | Чемпионат Ленинграда                                             |   |   |   | 8 из 15   | 5—8                             |
| 1934                      | Ленинград                                                    | Первенство ЛОСПС                                                 |   |   |   |           |                                 |
| 1935                      | Ленинград                                                    | Турнир 12-ти шахматистов (турнир в Доме печати)                  |   |   |   | 6 из 11   | 4—6                             |
|                           | Горький                                                      | Чемпионат РСФСР                                                  |   |   |   |           | 4—5                             |
| 1936                      | Москва                                                       | Первенство ВЦСПС                                                 | 6 | 5 | 7 | 9½ из 18  | 9—12                            |
| 1937 / 1938               | Ленинград                                                    | Чемпионат Ленинграда                                             | 9 | 4 | 2 | 10 из 15  | 1—3                             |
| 1938                      | Ленинград                                                    | Первенство ВЦСПС                                                 | 8 | 4 | 9 | 12½ из 21 | 4—7                             |
|                           | Киев                                                         | Полуфинал 11-го чемпионата СССР                                  | 2 | 7 | 8 | 6 из 17   | 18                              |
| 1939                      | Ленинград                                                    | Чемпионат Ленинграда                                             | 5 | 5 | 5 | 7½ из 15  | 10—11                           |
| 1941                      | Ростов-на-Дону                                               | Полуфинал 13-го чемпионата СССР                                  | 2 | 2 | 2 | 3 из 6    |                                 |
| 1946                      | Ленинград                                                    | Матч Ленинград — сборная Праги и Братиславы (против И. Рогачека) | 0 | 0 | 2 | 1 из 2    |                                 |
|                           | Ленинград                                                    | Чемпионат Ленинграда                                             | 5 | 9 | 3 | 6½ из 17  | 16                              |
|                           | Москва                                                       | Полуфинал 15-го чемпионата СССР                                  | 5 | 3 | 9 | 9½ из 17  | 7—8                             |
| 1947                      | Свердловск                                                   | Полуфинал 16-го чемпионата СССР                                  | 2 | 7 | 3 | 3½ из 12  | 11                              |
| 1949                      | Москва                                                       | Командное первенство ВЦСПС (сборная ДСО «Наука», 1-я доска)      |   |   |   |           | Команда — чемпион               |
|                           | Вильнюс                                                      | Полуфинал 17-го чемпионата СССР                                  | 4 | 6 | 7 | 7½ из 17  | 12—13                           |
| 1950                      | Тарту                                                        | Полуфинал 18-го чемпионата СССР                                  | 3 | 9 | 3 | 4½ из 15  | 15                              |
| 1951                      | Ленинград                                                    | Командное первенство ВЦСПС (сборная ДСО «Наука», 1-я доска)      |   |   |   |           | Команда — чемпион               |
| 1952                      | Ленинград                                                    | Полуфинал 20-го чемпионата СССР                                  |   |   |   |           | 5—7                             |
| 1954                      | Рига                                                         | Командный чемпионат СССР (сборная ДСО «Наука», ?-я доска)        |   |   |   |           |                                 |
| 1955                      | Рига                                                         | Полуфинал 23-го чемпионата СССР                                  |   |   |   |           |                                 |
| 1956                      | Ленинград                                                    | Чемпионат Ленинграда                                             | 6 | 2 | 8 | 10 из 16  | 2—3                             |
|                           | Ленинград                                                    | Полуфинал 24-го чемпионата СССР                                  |   |   |   |           |                                 |
| 1957                      | Ленинград                                                    | Матч Ленинград — Будапешт (против Й. Сили)                       | 0 | 1 | 1 | ½ из 2    |                                 |
| 1958                      | Ленинград                                                    | Чемпионат Ленинграда                                             |   |   |   |           | [ 18 ]                          |
| СОРЕВНОВАНИЯ ПО ПЕРЕПИСКЕ |                                                              |                                                                  |   |   |   |           |                                 |
| 1968—1970                 | 2-й командный чемпионат СССР (сборная Ленинграда, 5-я доска) | 2-й командный чемпионат СССР (сборная Ленинграда, 5-я доска)     |   |   |   | 9½ из 11  | 1 на доске, команда — 3-е место |